# Paz sin fronteras
Il Paz sin fronteras (in italiano Pace senza frontiere) è un festival musicale per la pace e la nonviolenza organizzato dal cantante colombiano Juanes e dal suo manager Fernán Martínez dal 2008.
Il concerto raggruppa i più importanti cantanti latinoamericani.

## I edizione
La prima edizione si è svolta il 16 marzo 2008 sul Ponte Internazionale Simón Bolívar sul Río Táchira al confine tra le città di Cúcuta (Colombia) e San Antonio del Táchira (Venezuela) per celebrare la fine della Crisi Andina conclusa il 1º marzo.
Alla prima edizione hanno partecipato 300.000 persone.
Artisti presenti:
- Carlos Vives
- Juan Fernando Velasco
- Alejandro Sanz
- Juan Luis Guerra
- Miguel Bosé
- Ricardo Montaner

Shakira non ha potuto partecipare perché aveva altri impegni, doveva partecipare anche il presidente della Colombia Álvaro Uribe ma Fernán Martínez, manager di Juanes, ha comunicato al presidente che il concerto non aveva alcun scopo politico, così il presidente non ha partecipato.

## II edizione
La seconda edizione si è svolta a Plaza de la Revolución a Cuba il 20 settembre 2009 con lo scopo di avvicinare Cuba e gli Stati Uniti e gli esuli cubani a Miami dal cantante colombiano Juanes come prologo alla Giornata internazionale della pace organizzata dall'ONU.
Al concerto hanno partecipato 1.150.000 persone.
Il concerto è costato 300.000 dollari interamente pagato dagli artisti presenti, in primis Juanes.
Inoltre nessun artista è stato pagato per la sua partecipazione e il concerto è stato trasmesso grazie a 160 giornalisti e la televisione di stato cubana ha coperto l'evento.
Al concerto hanno partecipato 15 artisti di cui internazionali:
- Luis Eduardo Aute
- Miguel Bosé
- Jovanotti
- Juanes
- Juan Fernando Velasco
- Cucu Diamantes y Yerba Buena
- Olga Tañon
- Danny Rivera
- Victor Manuel

e cubani:
- Orishas
- Los Van Van
- Silvio Rodríguez
- X Alfonso
- Carlos Varela
- Amauri Perez